# 찰스 포스터 케인
찰스 포스터 케인(Charles Foster Kane)은 오손 웰스가 감독한 미국 영화 시민 케인(1941)에 나오는 등장인물이다. 케인은 출판계의 거물인 윌리엄 랜돌프 허스트에 영감을 받아 만들어진 것으로 널리 알려져 있다. 어린 시절의 케인은 버디 스완이 맡았으며, 어른은 영화의 감독인 오손 웰스가 맡았다. 웰스는 또한 이 영화를 제작, 공동 집필, 감독하였다.